# Albert Belle
Albert Jojuan Belle (nascido em 25 de agosto de 1966) é um ex-jogador profissional de beisebol da Major League Baseball que atuou como campista esquerdo pelo Cleveland Indians, Chicago White Sox e Baltimore Orioles. Com 1,85 m de altura e pesando 86 quilos, Belle foi um dos maiores rebatedores de sua época e em 1995 se tornou o primeiro e ainda único jogador a rebater 50 duplas e 50 home runs em temporada única. Também foi o primeiro jogador a quebrar a barreira dos 10 milhões de dólares por contrato na Major League Baseball.
Belle também foi considerado um modelo de consistência, acumulando uma média de aproveitamento ao bastão de 29,5% e uma média de 37 home runs e  120 RBIs por temporada entre 1991 e 2000. Belle é também um de apenas seis jogadores na história da MLB a conseguir nove temporadas consecutivas com 100 ou mais corridas impulsionadas. Entretanto, sua personalidade combativa, marcada por ocasionais explosões de raiva, criou uma reputação intimidante para quem o cobria nos meios de comunicação.